# James DeMonaco
James DeMonaco, född 12 oktober 1969 i Brooklyn i New York, är en amerikansk filmregissör, manusförfattare, och filmproducent. Han är mest känd för att ha skrivit och regisserat de tre skräckfilmerna The Purge, The Purge: Anarchy, och The Purge: Election Year. Han är också delaktig i de två andra filmerna i The Purge-serien (The First Purge och The Forever Purge), dock endast som manusförfattare.
DeMonacos allra första arbete var som manusförfattare till Francis Ford Coppolas film Jack från 1996. Han har också skrivit och regisserat den psykologiska skräckthrillern The Home, som beräknas ha biopremiär under 2024.

## Filmografi (i urval)

### Filmer
- 1996 – Jack
- 1998 – Förhandlaren
- 2005 – Assault on Precinct 13
- 2006 – Skinwalkers
- 2009 – Little New York
- 2013 – The Purge
- 2014 – The Purge: Anarchy
- 2016 – The Purge: Election Year
- 2018 – The First Purge
- 2021 – The Forever Purge
- 2024 – The Home

### TV-serier
- 2007 – The Kill Point (TV-serie)
- 2009 – Crash (TV-serie)
- 2018–2019 – The Purge (TV-serie)